# Алот ха-шахар

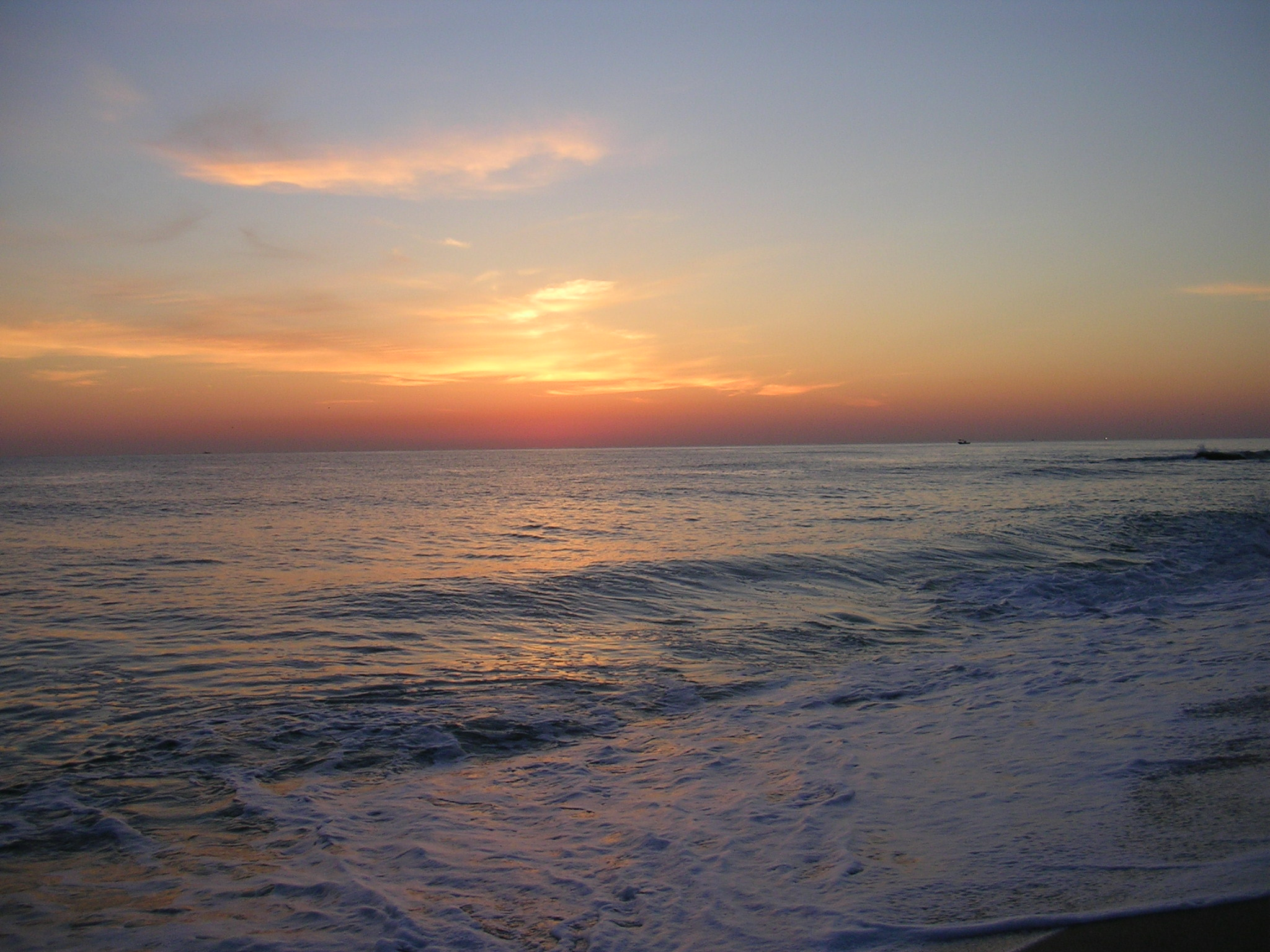
Чистое небо после захода солнца

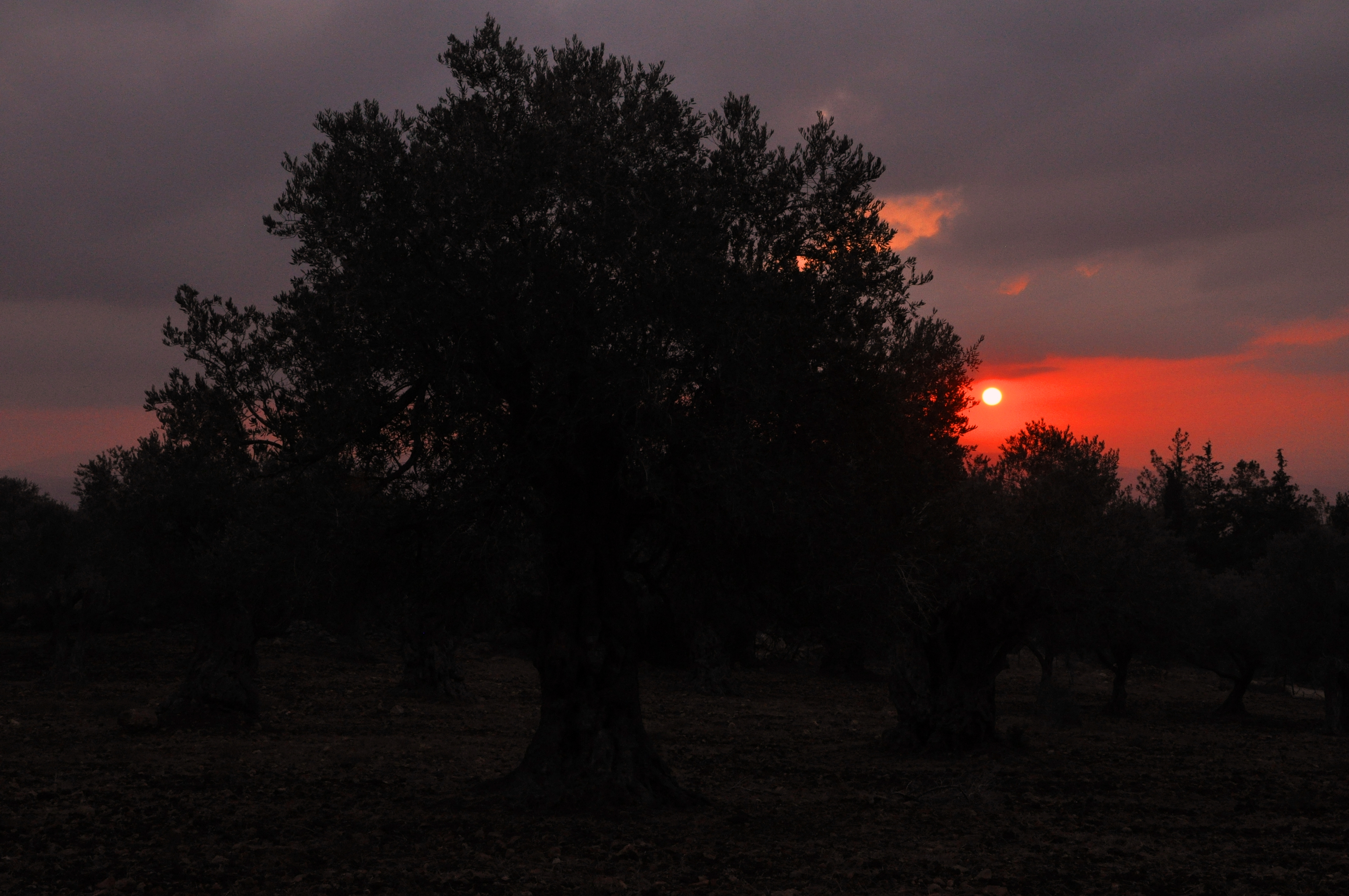
Восход

Ало́т ха-ша́хар (рассвет) или аму́д ха-ша́хар — время начала дня в Галахе. Время рассвета определяется появлением солнечных лучей на поверхности неба, при этом само солнце ещё не видно и все ещё находится за горизонтом. В литературе мудрецов также встречается выражение Айелет ха-Шахар (считается, что это Венера, которая иногда появляется перед восходом солнца).

## Определение рассвета
В Талмуде поднимается вопрос о времени алот ха-шахар — является ли время рассвета 4 или 5 миль (еврейская единица измерения расстояния и времени) до восхода солнца в период Нисан и Тишрей, когда день и ночь равны. От этого вопроса зависит ещё один спор: о продолжительности мили. Мнения Ришоним и Ахароним различаются. По обычаю большинства сефардских общин, время рассвета — 72 минуты до восхода (4 мили × 18 минут). Большинство тех, кто практикует этот метод, отсчитывают 72 минуты от восхода в обратном направлении. Однако многие галахисты считают, что считать надо по градусам, так как видимость света неодинакова в течение года и в каждом месте, и, соответственно, промежуток между рассветом и зенитом изменяется по временам года и годам по месту (летом разрыв больше, а зимой больше, чем весной и осенью, а в местах более удаленных от экватора разрыв больше).
Согласно обычаю ашкеназов в Иерусалиме (и это то, что написал в «Луах Эрец Исраэль» рабби Йехиэль Михл), время рассвета составляет 90 минут (4 мили × 22,5 минуты) до восхода (он вычисляет это время по градусам).
С другой стороны, рабби Авраам Хаим Неа доказал, что, по мнению большинства ришоним и многих ахроним, время рассвета составляет 120 минут до появления солнца (5 миль × 24 минуты). Главный пункт Галахи между ашкеназами и сефардами составляет около 72 минут по градусам. В новых таблицах используются формулы, опубликованные в Альманахе американского флота, для расчета положения солнца за горизонтом в градусах дуги, во время рассвета в дни равноденствий, и из этого для вывода точного времени в других точках. времена года.

### Значение в иудаизме
Время алот ха-шахар важно знать для определения точки отсчёта начала сокращённого времени каждого из постов; до наступления алот ха-шахар следует исполнить заповеди, производимые в ночное время (отсчёт Омера, чтение молитвы «Шма» и др.); рассвет иногда определяет время наиболее раннего разрешённого времени выполнения таких заповедей, как трубление в шофар в первые два новогодних дня и встряхивание лулава в Суккот.